# Petronius Musa
Petronius Musa (1. század első fele) római orvos
Jeles gyógyszertani író és az empirikus iskola kiváló képviselője volt. Az irodalomban sokszor összetévesztették Antonius Musával, Augustus császár híres orvosával, aki azonban a metodikus iskolához tartozott. Farmakológiai munkáit Galénosz nagyon dicsérte. Egyetlen munkája sem maradt fenn.